# Deir Nidham
Deir Nidham, en arabe : دير نظام, est un village du gouvernorat de Ramallah et Al-Bireh en Palestine. Il est situé à 23 km au nord-ouest de Ramallah et au centre de la Cisjordanie.
Selon le recensement du bureau central palestinien des statistiques, la localité compte une population de 876 habitants en 2017.